# フランス領ポリネシア議会
フランス領ポリネシア議会（フランスりょうポリネシアぎかい、フランス語: Assemblée de la Polynésie française、タヒチ語: Te âpooraa rahi o te fenua Māòhi）は、フランス領ポリネシアの議会。議会での使用言語はフランス語 。政府の長である自治大統領を選出する権限を持つ。

## 概要
一院制、任期5年。定数57名。2001年以来、女性議員の数が議会に選出された男性議員の数と一致することを義務付けている。

## 選挙
5つの選挙区から成っている。2023年の議会選挙後、アントニー・ジェロスが賛成41票、棄権16票で議会議長に選出された。モエタイ・ブロテルソンがフランス領ポリネシアの大統領に選出され、エドワー・フリッチを38票対19票で破った。
| 比例                              | 座席 | 座席     |
| 比例                              | 比例 | ボーナス |
| --------------------------------- | ---- | -------- |
| ウィンドワード諸島1区             | 13   | 4        |
| ウィンドワード諸島2区             | 13   | 4        |
| ウィンドワード諸島3区             | 11   | 4        |
| リーワード諸島選挙区              | 8    | 3        |
| 西トゥアモトゥ選挙区              | 3    | 1        |
| ガンビエ諸島&東トゥアモトゥ選挙区 | 3    | 1        |
| マルキーズ諸島選挙区              | 3    | 1        |
| オーストラル諸島                  | 3    | 1        |